# Coupe d'automne des nations
La Coupe d'automne des nations est une compétition internationale de rugby à XV disputée en novembre et décembre 2020 par les équipes d'Angleterre, d'Écosse, de Géorgie, des Fidji, de France, du pays de Galles, d'Irlande et d'Italie.
Organisée par Six Nations Rugby Limited, elle remplace les habituelles tournées d'automne entre les équipes des hémisphères Nord et Sud en raison de l'impact de la pandémie de Covid-19 sur le calendrier international de rugby à XV.
Les six équipes du Tournoi des Six Nations sont rejointes par la Géorgie et les Fidji. Le Japon est pressenti pour participer à ce tournoi mais y renonce finalement en raison de restrictions liées au Covid-19 et est remplacé par la Géorgie.
Les équipes sont réparties en deux groupes de quatre et affrontent une fois chacune des trois autres équipes. Lors de la dernière journée, les équipes du Groupe A reçoivent l'équipe au même rang dans le classement du groupe B pour un match de classement.
Après la signature d'un nouvel accord de mise à disposition des internationaux français par leurs clubs, les joueurs sont limités à trois matchs sur l'ensemble des six matchs disputés par le XV de France à l'automne 2020. Après deux matchs disputés avec les meilleurs joueurs, le sélectionneur, Fabien Galthié, est contraint d'utiliser la majorité des joueurs ayant mené l'équipe de France à la deuxième place dans le Tournoi des Six Nations lors d'un seul match dans cette nouvelle compétition. Les autres nations disposent de l'ensemble de leur effectif.

## Villes et stades
Le Principality Stadium de Cardiff ne peut pas accueillir les rencontres jouées à domicile par le pays de Galles, comme cela est traditionnellement le cas pendant le Tournoi des Six Nations, l'enceinte sportive ayant été temporairement réaménagée en tant qu'hôpital dans le cadre de la gestion de la pandémie de Covid-19 au Royaume-Uni. Parmi les solutions de repli, le Parc y Scarlets de Llanelli est désigné afin d'organiser la rencontre entre le pays de Galles et la Géorgie. Après avoir envisagé délocaliser la rencontre contre l'Angleterre à Londres, le choix se tourne également vers Llanelli.
Alors que la rencontre entre la France et les Fidji doit initialement se dérouler au stade Geoffroy-Guichard de Saint-Étienne, elle est finalement délocalisée, la ville étant entre-temps sujette à un couvre-feu lié à la pandémie de Covid-19 en France. La ville de Vannes et son stade de la Rabine sont alors choisis pour accueillir le match devant un public restreint de 5 000 personnes. Quelques jours plus tard, alors que l'ensemble du territoire français entre à nouveau en confinement, la tenue de la rencontre en Bretagne est maintenue mais à huis clos. La rencontre est finalement annulée deux jours avant d'avoir lieu en raison de plusieurs cas de Covid-19 au sein de l'effectif de l'équipe des Fidji.
| Londres (Angleterre)              | Édimbourg (Écosse)                  | Saint-Denis (France)            | Vannes (France)                 |
| --------------------------------- | ----------------------------------- | ------------------------------- | ------------------------------- |
| Stade de Twickenham 82 000 places | Murrayfield Stadium 67 130 places   | Stade de France 80 698 places   | Stade de la Rabine 9 500 places |
| Stade de Twickenham, Londres      | Murrayfield Stadium, Édimbourg      | Stade de France, Saint-Denis    | Stade de la Rabine, Vannes      |
| Dublin (Irlande)                  | Florence (Italie)                   | Ancône (Italie)                 | Llanelli (pays de Galles)       |
| Aviva Stadium 51 700 places       | Stade Artemio-Franchi 43 147 places | Stadio del Conero 23 967 places | Parc y Scarlets 14 870 places   |
| Aviva Stadium, Dublin             | Stade Artemio-Franchi, Florence     | Stadio del Conero, Ancône       | Parc y Scarlets, Llanelli       |

## Matchs

### Phase de poule

#### Groupe A
| Rang | Nation         | J | V | N | D | Bo | Bd | Pm | Pe | Diff | Pts |
| ---- | -------------- | - | - | - | - | -- | -- | -- | -- | ---- | --- |
| 1    | Angleterre     | 3 | 3 | 0 | 0 | 1  | 0  | 82 | 20 | +62  | 13  |
| 2    | Irlande        | 3 | 2 | 0 | 1 | 0  | 0  | 62 | 37 | +25  | 8   |
| 3    | Pays de Galles | 3 | 1 | 0 | 2 | 0  | 0  | 40 | 56 | -16  | 4   |
| 4    | Géorgie        | 3 | 0 | 0 | 3 | 0  | 0  | 10 | 82 | -72  | 0   |

1re journée
| 13 novembre 2020 20 h | Irlande | 32 - 9 (16 - 6) | Pays de Galles                            | Aviva Stadium, Dublin 0 spectateurs Arbitre : Mathieu Raynal |
| 13 novembre 2020 20 h | Essai(s) : 2 Roux (23e), Lowe (82e) Transformation(s) : 2 Sexton (24e), Murray (83e) Pénalité(s) : 6 Sexton (11e, 28e), Burns (36e, 54e), Murray (67e, 72e) |                 | Pénalité(s) : 3 Halfpenny (17e, 31e, 50e) | Aviva Stadium, Dublin 0 spectateurs Arbitre : Mathieu Raynal |
| 13 novembre 2020 20 h | |                 |                                           | Aviva Stadium, Dublin 0 spectateurs Arbitre : Mathieu Raynal |

| 14 novembre 2020 16 h | Angleterre | 40 - 0 (26 - 0) | Géorgie | Stade de Twickenham, Twickenham 0 spectateurs Arbitre : Nigel Owens |
| 14 novembre 2020 16 h | Essai(s) : 6 Willis (14e), George (29e, 33e, 57e), Daly (37e), Robson (68e) Transformation(s) : 5 Owen Farrell (16e, 30e, 38e, 58e, 69e) |                 |         | Stade de Twickenham, Twickenham 0 spectateurs Arbitre : Nigel Owens |
| 14 novembre 2020 16 h | |                 |         | Stade de Twickenham, Twickenham 0 spectateurs Arbitre : Nigel Owens |

2e journée
| 21 novembre 2020 16 h | Angleterre                                                                                         | 18 - 7 (12 - 0) | Irlande                                                        | Stade de Twickenham, Twickenham 0 spectateurs Arbitre : Pascal Gaüzère |
| 21 novembre 2020 16 h | Essai(s) : 2 May (17e, 21e) Transformation(s) : 1 Farrell (22e) Pénalité(s) : 2 Farrell (46e, 52e) |                 | Essai(s) : 1 Stockdale (74e) Transformation(s) : 1 Burns (75e) | Stade de Twickenham, Twickenham 0 spectateurs Arbitre : Pascal Gaüzère |
| 21 novembre 2020 16 h | |                 |                                                                | Stade de Twickenham, Twickenham 0 spectateurs Arbitre : Pascal Gaüzère |

| 21 novembre 2020 18 h 15 | Pays de Galles                                                                                                  | 18 - 0 (10 - 0) | Géorgie                           | Parc y Scarlets, Llanelli 0 spectateurs Arbitre : Luke Pearce |
| 21 novembre 2020 18 h 15 | Essai(s) : 2 Rees-Zammit (26e), Webb (76e) Transformation(s) : 1 Sheedy (27e) Pénalité(s) : 2 Sheedy (10e, 52e) |                 | Carton(s) jaune(s) : 1 Saghinadze | Parc y Scarlets, Llanelli 0 spectateurs Arbitre : Luke Pearce |
| 21 novembre 2020 18 h 15 | |                 |                                   | Parc y Scarlets, Llanelli 0 spectateurs Arbitre : Luke Pearce |

3e journée
| 28 novembre 2020 17 h | Pays de Galles                                                                                      | 13 - 24 (7 - 11) | Angleterre | Parc y Scarlets, Llanelli 0 spectateurs Arbitre : Romain Poite |
| 28 novembre 2020 17 h | Essai(s) : 1 Williams (11e) Transformation(s) : 1 Halfpenny (13e) Pénalité(s) : 2 Biggar (56e, 59e) |                  | Essai(s) : 2 Slade (15e), Vunipola (51e) Transformation(s) : 1 Farrell (52e) Pénalité(s) : 4 Farrell (31e, 39e, 67e, 73e) | Parc y Scarlets, Llanelli 0 spectateurs Arbitre : Romain Poite |
| 28 novembre 2020 17 h | |                  | | Parc y Scarlets, Llanelli 0 spectateurs Arbitre : Romain Poite |

| 29 novembre 2020 15 h | Irlande | 23 - 10 (20 - 7) | Géorgie                                                                                                 | Aviva Stadium, Dublin Arbitre : Mathieu Raynal |
| 29 novembre 2020 15 h | Essai(s) : 2 Burns (10e), Keenan (33e) Transformation(s) : 2 Burns (11e, 34e) Pénalité(s) : 3 Burns (13e, 22e), Byrne (58e) |                  | Essai(s) : 1 Kveseladze (16e) Transformation(s) : 1 Abzhandadze (17e) Pénalité(s) : 1 Abzhandadze (47e) | Aviva Stadium, Dublin Arbitre : Mathieu Raynal |
| 29 novembre 2020 15 h | |                  | | Aviva Stadium, Dublin Arbitre : Mathieu Raynal |

#### Groupe B
Les Fidjiens, touchés par plusieurs cas de Covid-19 au sein de leur effectif, sont contraints de déclarer forfait pour les trois matchs de phase de poule. L'organisateur (Comité des Six Nations) décide alors d'attribuer une victoire sur tapis vert à leurs trois adversaires (Écosse, France et Italie) sur le score de 28 à 0 avec le bonus offensif.
| Rang | Nation | J | V | N | D | Bo | Bd | Pm | Pe | Diff | Pts |
| ---- | ------ | - | - | - | - | -- | -- | -- | -- | ---- | --- |
| 1    | France | 3 | 3 | 0 | 0 | 2  | 0  | 86 | 20 | +66  | 14  |
| 2    | Écosse | 3 | 2 | 0 | 1 | 2  | 1  | 71 | 39 | +32  | 11  |
| 3    | Italie | 3 | 1 | 0 | 2 | 1  | 0  | 50 | 64 | -14  | 5   |
| 4    | Fidji  | 3 | 0 | 0 | 3 | 0  | 0  | 0  | 84 | -84  | 0   |

1re journée
| 14 novembre 2020 13 h 45 | Italie                                                                 | 17 – 28 (11 - 7) | Écosse | Stade Artemio-Franchi, Florence 0 spectateurs Arbitre : Luke Pearce |
| 14 novembre 2020 13 h 45 | Essai(s) : 1 Minozzi (26e) Pénalité(s) : 4 Garbisi (6e, 19e, 43e, 61e) |                  | Essai(s) : 4 van der Merwe (24e), Fagerson (49e), Turner (67e, 77e) Transformation(s) : 4 Weir (25e, 50e, 68e, 78e) | Stade Artemio-Franchi, Florence 0 spectateurs Arbitre : Luke Pearce |
| 14 novembre 2020 13 h 45 |                                                                        |                  | | Stade Artemio-Franchi, Florence 0 spectateurs Arbitre : Luke Pearce |

| 15 novembre 2020 16 h 15 | France | 28 - 0 (match annulé) | Fidji | Stade de la Rabine, Vannes Arbitre : Matthew Carley |
| 15 novembre 2020 16 h 15 |        |                       |       | Stade de la Rabine, Vannes Arbitre : Matthew Carley |
| 15 novembre 2020 16 h 15 |        |                       |       | Stade de la Rabine, Vannes Arbitre : Matthew Carley |

2e journée
| 21 novembre 2020 13 h 45 | Italie | 28 - 0 (match annulé) | Fidji | Stadio Del Conero, Ancône Arbitre : Romain Poite |
| 21 novembre 2020 13 h 45 |        |                       |       | Stadio Del Conero, Ancône Arbitre : Romain Poite |
| 21 novembre 2020 13 h 45 |        |                       |       | Stadio Del Conero, Ancône Arbitre : Romain Poite |

| 22 novembre 2020 16 h 15 | Écosse                                         | 15 - 22 (12 - 12) | France | Murrayfield Stadium, Édimbourg 0 spectateurs Arbitre : Wayne Barnes |
| 22 novembre 2020 16 h 15 | Pénalité(s) : 5 Weir (17e, 21e, 27e, 37e, 47e) |                   | Essai(s) : 1 Vakatawa (41e) Transformation(s) : 1 Ramos (42e) Pénalité(s) : 4 Ramos (4e, 10e, 29e, 61e) Drop(s) : 1 Jalibert (23e) | Murrayfield Stadium, Édimbourg 0 spectateurs Arbitre : Wayne Barnes |
| 22 novembre 2020 16 h 15 |                                                |                   | | Murrayfield Stadium, Édimbourg 0 spectateurs Arbitre : Wayne Barnes |

3e journée
| 28 novembre 2020 14 h 45 | Écosse | 28 - 0 (match annulé) | Fidji | Murrayfield Stadium, Édimbourg Arbitre : Andrew Brace |
| 28 novembre 2020 14 h 45 |        |                       |       | Murrayfield Stadium, Édimbourg Arbitre : Andrew Brace |
| 28 novembre 2020 14 h 45 |        |                       |       | Murrayfield Stadium, Édimbourg Arbitre : Andrew Brace |

| 28 novembre 2020 21 h | France | 36 - 5 (10 - 5) | Italie                   | Stade de France, Saint-Denis 0 spectateurs Arbitre : Nigel Owens |
| 28 novembre 2020 21 h | Essai(s) : 5 Danty (36e), Villière (55e), Serin (61e), Thomas (63e), Macalou (81e) Transformation(s) : 1 Jalibert (37e, 56e, 62e), Carbonel (82e) Pénalité(s) : 1 Jalibert (3e) |                 | Essai(s) : 1 Canna (26e) | Stade de France, Saint-Denis 0 spectateurs Arbitre : Nigel Owens |
| 28 novembre 2020 21 h | |                 |                          | Stade de France, Saint-Denis 0 spectateurs Arbitre : Nigel Owens |

### Phase de classement
Le 27 novembre, la Fédération anglaise de rugby annonce que 2 000 spectateurs seront autorisés à se rendre à Twickenham lors du match de classement le 6 décembre.
Match pour la 7e place
| 5 décembre 2020 13 h | Géorgie | 24 - 38 (10 - 19) | Fidji | Murrayfield Stadium, Édimbourg Arbitre : Mike Adamson |
| 5 décembre 2020 13 h | Essai(s) : 3 Melikidze (22e), Saghinadze (68e, 79e) Transformation(s) : 3 Abzhandadze (24e, 70e, 80e) Pénalité(s) : 1 Abzhandadze (11e) |                   | Essai(s) : 6 Nadolo (1re), Dyer (5e), Tuisova (17e), Kunavula (53e), Nadolo (58e), Nadolo (62e) Transformation(s) : 4 Volavola (7e, 19e, 56e, 65e) | Murrayfield Stadium, Édimbourg Arbitre : Mike Adamson |
| 5 décembre 2020 13 h | |                   | | Murrayfield Stadium, Édimbourg Arbitre : Mike Adamson |

Match pour la 5e place
| 5 décembre 2020 17 h 45 | Pays de Galles | 38 - 18 (14 - 13) | Italie | Parc y Scarlets, Llanelli Arbitre : Wayne Barnes |
| 5 décembre 2020 17 h 45 | Essai(s) : 5 Hardy (7e), Parry (17e), Davies (56e), North (67e), Tipuric (75e) Transformation(s) : 5 Sheedy (8e, 17e, 57e, 69e, 76e) Pénalité(s) : 1 Sheedy (44e) Carton(s) jaune(s) : 1 Adams (38e) |                   | Essai(s) : 2 Zanon (32e), Meyer (48e) Transformation(s) : 1 Garbisi (34e) Pénalité(s) : 2 Garbisi (28e, 38e) | Parc y Scarlets, Llanelli Arbitre : Wayne Barnes |
| 5 décembre 2020 17 h 45 | |                   | | Parc y Scarlets, Llanelli Arbitre : Wayne Barnes |

Match pour la 3e place
| 5 décembre 2020 15 h 15 | Irlande | 31 - 16 (11 - 9) | Écosse | Aviva Stadium, Dublin Arbitre : Matthew Carley |
| 5 décembre 2020 15 h 15 | Essai(s) : 3 Earls (36e, 50e), Healy (44e) Transformation(s) : 2 Sexton (45e, 51e) Pénalité(s) : 4 Sexton (22e, 31e), Byrne (66e, 75e) |                  | Essai(s) : 1 Van der Walt (55e) Transformation(s) : 1 Van der Walt (56e) Pénalité(s) : 3 Van der Walt (13e, 19e, 26e) Carton(s) jaune(s) : 1 Taylor (30e) | Aviva Stadium, Dublin Arbitre : Matthew Carley |
| 5 décembre 2020 15 h 15 | |                  | | Aviva Stadium, Dublin Arbitre : Matthew Carley |

Finale
| 6 décembre 2020 15 h | Angleterre | 22 - 19 a. p. (6 - 13, 19 - 19, 19 - 19) | France | Stade de Twickenham, Twickenham 2 000 spectateurs Arbitre : Andrew Brace |
| 6 décembre 2020 15 h | Essai(s) : 1 Cowan-Dickie (80e) Transformation(s) : 1 Farrell (80e) Pénalité(s) : 5 Farrell (8e, 47e, 72e, 94e), Daly (18e) |                                          | Essai(s) : 1 Dulin (14e) Transformation(s) : 1 Jalibert (15e) Pénalité(s) : 4 Jalibert (27e, 35e), Carbonel (69e, 75e) | Stade de Twickenham, Twickenham 2 000 spectateurs Arbitre : Andrew Brace |
| 6 décembre 2020 15 h | |                                          | | Stade de Twickenham, Twickenham 2 000 spectateurs Arbitre : Andrew Brace |

### Classement final
| Rang | Équipe         |
| ---- | -------------- |
| 1    | Angleterre     |
| 2    | France         |
| 3    | Irlande        |
| 4    | Écosse         |
| 5    | Pays de Galles |
| 6    | Italie         |
| 7    | Fidji          |
| 8    | Géorgie        |

## Statistiques individuelles

### Meilleur joueur de la compétition
À l'issue de la compétition, une liste de quatre joueurs est dévoilée afin de décerner le titre de meilleur joueur de la compétition. La liste est composée de deux Anglais, d’un Écossais et d'un Français :
| Angleterre               | Écosse                | France        |
| ------------------------ | --------------------- | ------------- |
| - Tom Curry - Maro Itoje | - Duhan van der Merwe | - Brice Dulin |

À l'issue du vote du public, le Français Brice Dulin est élu meilleur joueur de la compétition avec 30,6 % des suffrages devant Van der Merwe (26,2 %), Itoje (25,9 %) et Curry (17,6 %).

### Meilleurs marqueurs
| Rang | Joueur              | Équipe         | Essais |
| ---- | ------------------- | -------------- | ------ |
| 1    | Nemani Nadolo       | Fidji          | 3      |
| -    | Jamie George        | Angleterre     | 3      |
| 2    | Jonny May           | Angleterre     | 2      |
| -    | George Turner       | Écosse         | 2      |
| -    | Keith Earls         | Irlande        | 2      |
| 3    | Louis Rees-Zammit   | Pays de Galles | 1      |
| -    | Rhys Webb           | Pays de Galles | 1      |
| -    | Johnny Williams     | Pays de Galles | 1      |
| -    | Kieran Hardy        | Pays de Galles | 1      |
| -    | Sam Parry           | Pays de Galles | 1      |
| -    | Gareth Davies       | Pays de Galles | 1      |
| -    | George North        | Pays de Galles | 1      |
| -    | Justin Tipuric      | Pays de Galles | 1      |
| -    | Virimi Vakatawa     | France         | 1      |
| -    | Jonathan Danty      | France         | 1      |
| -    | Gabin Villière      | France         | 1      |
| -    | Sekou Macalou       | France         | 1      |
| -    | Baptiste Serin      | France         | 1      |
| -    | Teddy Thomas        | France         | 1      |
| -    | Brice Dulin         | France         | 1      |
| -    | Quinn Roux          | Irlande        | 1      |
| -    | James Lowe          | Irlande        | 1      |
| -    | Jacob Stockdale     | Irlande        | 1      |
| -    | Billy Burns         | Irlande        | 1      |
| -    | Hugo Keenan         | Irlande        | 1      |
| -    | Cian Healy          | Irlande        | 1      |
| -    | Jack Willis         | Angleterre     | 1      |
| -    | Elliot Daly         | Angleterre     | 1      |
| -    | Dan Robson          | Angleterre     | 1      |
| -    | Henry Slade         | Angleterre     | 1      |
| -    | Mako Vunipola       | Angleterre     | 1      |
| -    | Luke Cowan-Dickie   | Angleterre     | 1      |
| -    | Matteo Minozzi      | Italie         | 1      |
| -    | Carlo Canna         | Italie         | 1      |
| -    | Marco Zanon         | Italie         | 1      |
| -    | Johan Meyer         | Italie         | 1      |
| -    | Duhan van der Merwe | Écosse         | 1      |
| -    | Zander Fagerson     | Écosse         | 1      |
| -    | Jaco van der Walt   | Écosse         | 1      |
| -    | Johnny Dyer         | Fidji          | 1      |
| -    | Josua Tuisova       | Fidji          | 1      |
| -    | Mesulame Kunavula   | Fidji          | 1      |
| -    | Giorgi Kveseladze   | Géorgie        | 1      |
| -    | Beka Saghinadze     | Géorgie        | 1      |
| -    | Giorgi Melikidze    | Géorgie        | 1      |

### Meilleurs réalisateurs
| Rang | Joueur              | Équipe         | Points | Essais | Transf. | Pén. | Drops |
| ---- | ------------------- | -------------- | ------ | ------ | ------- | ---- | ----- |
| 1    | Owen Farrell        | Angleterre     | 43     | 0      | 8       | 9    | 0     |
| 2    | Duncan Weir         | Écosse         | 23     | 0      | 4       | 5    | 0     |
| 3    | Callum Sheedy       | Pays de Galles | 21     | 0      | 6       | 3    | 0     |
| 4    | Paolo Garbisi       | Italie         | 20     | 0      | 1       | 6    | 0     |
| -    | Matthieu Jalibert   | France         | 20     | 0      | 4       | 3    | 1     |
| 5    | Jonathan Sexton     | Irlande        | 18     | 0      | 3       | 4    | 0     |
| 6    | Jaco van der Walt   | Écosse         | 16     | 1      | 1       | 3    | 0     |
| 7    | Billy Burns         | Irlande        | 15     | 1      | 2       | 2    | 0     |
| -    | Nemani Nadolo       | Fidji          | 15     | 3      | 0       | 0    | 0     |
| -    | Jamie George        | Angleterre     | 15     | 3      | 0       | 0    | 0     |
| 8    | Thomas Ramos        | France         | 14     | 0      | 1       | 4    | 0     |
| 9    | Leigh Halfpenny     | Pays de Galles | 11     | 0      | 1       | 3    | 0     |
| 10   | George Turner       | Écosse         | 10     | 2      | 0       | 0    | 0     |
| -    | George Turner       | Écosse         | 10     | 2      | 0       | 0    | 0     |
| -    | Jonny May           | Angleterre     | 10     | 2      | 0       | 0    | 0     |
| -    | Tedo Abzhandadze    | Géorgie        | 10     | 0      | 2       | 2    | 0     |
| -    | Keith Earls         | Irlande        | 10     | 2      | 0       | 0    | 0     |
| 11   | Ross Byrne          | Irlande        | 9      | 0      | 0       | 3    | 0     |
| 12   | Conor Murray        | Irlande        | 8      | 0      | 1       | 2    | 0     |
| -    | Billy Burns         | Irlande        | 8      | 0      | 1       | 2    | 0     |
| -    | Ben Volavola        | Fidji          | 8      | 0      | 4       | 0    | 0     |
| -    | Elliot Daly         | Angleterre     | 8      | 1      | 0       | 1    | 0     |
| -    | Louis Carbonel      | France         | 8      | 0      | 1       | 2    | 0     |
| 13   | Beka Saghinadze     | Géorgie        | 7      | 1      | 1       | 0    | 0     |
| 14   | Dan Biggar          | Pays de Galles | 6      | 0      | 0       | 2    | 0     |
| 15   | Louis Rees-Zammit   | Pays de Galles | 5      | 1      | 0       | 0    | 0     |
| -    | Rhys Webb           | Pays de Galles | 5      | 1      | 0       | 0    | 0     |
| -    | Johnny Williams     | Pays de Galles | 5      | 1      | 0       | 0    | 0     |
| -    | Kieran Hardy        | Pays de Galles | 5      | 1      | 0       | 0    | 0     |
| -    | Sam Parry           | Pays de Galles | 5      | 1      | 0       | 0    | 0     |
| -    | Gareth Davies       | Pays de Galles | 5      | 1      | 0       | 0    | 0     |
| -    | George North        | Pays de Galles | 5      | 1      | 0       | 0    | 0     |
| -    | Justin Tipuric      | Pays de Galles | 5      | 1      | 0       | 0    | 0     |
| -    | Virimi Vakatawa     | France         | 5      | 1      | 0       | 0    | 0     |
| -    | Jonathan Danty      | France         | 5      | 1      | 0       | 0    | 0     |
| -    | Gabin Villière      | France         | 5      | 1      | 0       | 0    | 0     |
| -    | Sekou Macalou       | France         | 5      | 1      | 0       | 0    | 0     |
| -    | Baptiste Serin      | France         | 5      | 1      | 0       | 0    | 0     |
| -    | Teddy Thomas        | France         | 5      | 1      | 0       | 0    | 0     |
| -    | Brice Dulin         | France         | 5      | 1      | 0       | 0    | 0     |
| -    | Jack Willis         | Angleterre     | 5      | 1      | 0       | 0    | 0     |
| -    | Dan Robson          | Angleterre     | 5      | 1      | 0       | 0    | 0     |
| -    | Henry Slade         | Angleterre     | 5      | 1      | 0       | 0    | 0     |
| -    | Mako Vunipola       | Angleterre     | 5      | 1      | 0       | 0    | 0     |
| -    | Luke Cowan-Dickie   | Angleterre     | 5      | 1      | 0       | 0    | 0     |
| -    | Quinn Roux          | Irlande        | 5      | 1      | 0       | 0    | 0     |
| -    | James Lowe          | Irlande        | 5      | 1      | 0       | 0    | 0     |
| -    | Jacob Stockdale     | Irlande        | 5      | 1      | 0       | 0    | 0     |
| -    | Billy Burns         | Irlande        | 5      | 1      | 0       | 0    | 0     |
| -    | Hugo Keenan         | Irlande        | 5      | 1      | 0       | 0    | 0     |
| -    | Cian Healy          | Irlande        | 5      | 1      | 0       | 0    | 0     |
| -    | Matteo Minozzi      | Italie         | 5      | 1      | 0       | 0    | 0     |
| -    | Marco Zanon         | Italie         | 5      | 1      | 0       | 0    | 0     |
| -    | Johan Meyer (en)    | Italie         | 5      | 1      | 0       | 0    | 0     |
| -    | Carlo Canna         | Italie         | 5      | 1      | 0       | 0    | 0     |
| -    | Johnny Dyer         | Fidji          | 5      | 1      | 0       | 0    | 0     |
| -    | Josua Tuisova       | Fidji          | 5      | 1      | 0       | 0    | 0     |
| -    | Mesulame Kunavula   | Fidji          | 5      | 1      | 0       | 0    | 0     |
| -    | Duhan van der Merwe | Écosse         | 5      | 1      | 0       | 0    | 0     |
| -    | Zander Fagerson     | Écosse         | 5      | 1      | 0       | 0    | 0     |
| -    | Giorgi Melikidze    | Géorgie        | 5      | 1      | 0       | 0    | 0     |
| -    | Giorgi Kveseladze   | Géorgie        | 5      | 1      | 0       | 0    | 0     |

## Diffuseurs
- France : France 2 (matchs de la France) et beIn Sports (matchs à domicile de l'Écosse, de l'Irlande et du pays de Galles, hors éventuelle confrontation contre la France)[9]
- Irlande : RTÉ
- Royaume-Uni : Amazon Prime Video Sport (tous les matchs sauf ceux de l'Irlande)  et Channel 4 (tous les matchs de l'Irlande)[9]
  -  Pays de Galles : Amazon Prime Video Sport, S4C et Channel 4
- Australie : BeIn Sports (en)[9]
- Italie : Mediaset
- Espagne : Movistar Deportes